# Civray-de-Touraine
Pour les articles homonymes, voir Civray.
Civray-de-Touraine est une commune française du département d'Indre-et-Loire, dans la région Centre-Val de Loire.

## Géographie
|                      | Amboise            | Souvigny-de-Touraine |
| La Croix-en-Touraine | Civray-de-Touraine | Chenonceaux          |
| Bléré                | Luzillé            | Francueil            |

### Localisation et paysages

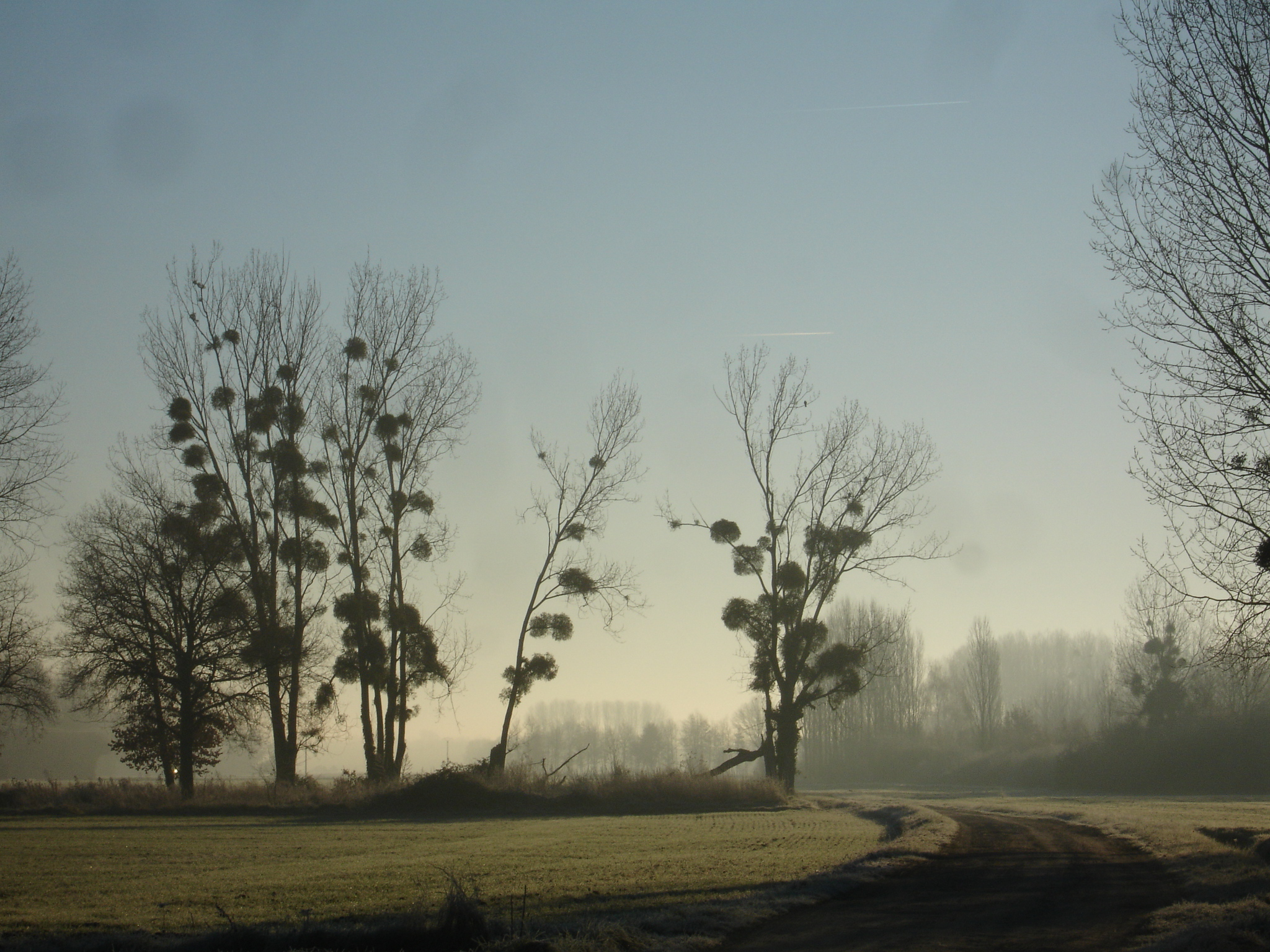
Chemin situé en varenne du Cher, proche de la limite ouest de la commune

Une commune à cheval sur le Cher : seule commune de Touraine à s'étendre largement de part et d'autre du Cher, ce qui lui valut, d'ailleurs, d'être coupée en deux parties par la ligne de démarcation entre l'armistice de 1940 et novembre 1942 : l'une en zone occupée (nord), l'autre en zone non occupée (sud). Le terroir présente ainsi une grande variété : de la forêt d'Amboise en passant par les coteaux couverts de vignes, la Varenne humide en fond de vallée et au sud l'amorce du plateau de la Champeigne tourangelle.
Communes limitrophes : Amboise, Souvigny-de-Touraine, Chenonceaux, Francueil, Luzillé, Bléré (chef-lieu de canton), La Croix-en-Touraine.

### Hydrographie

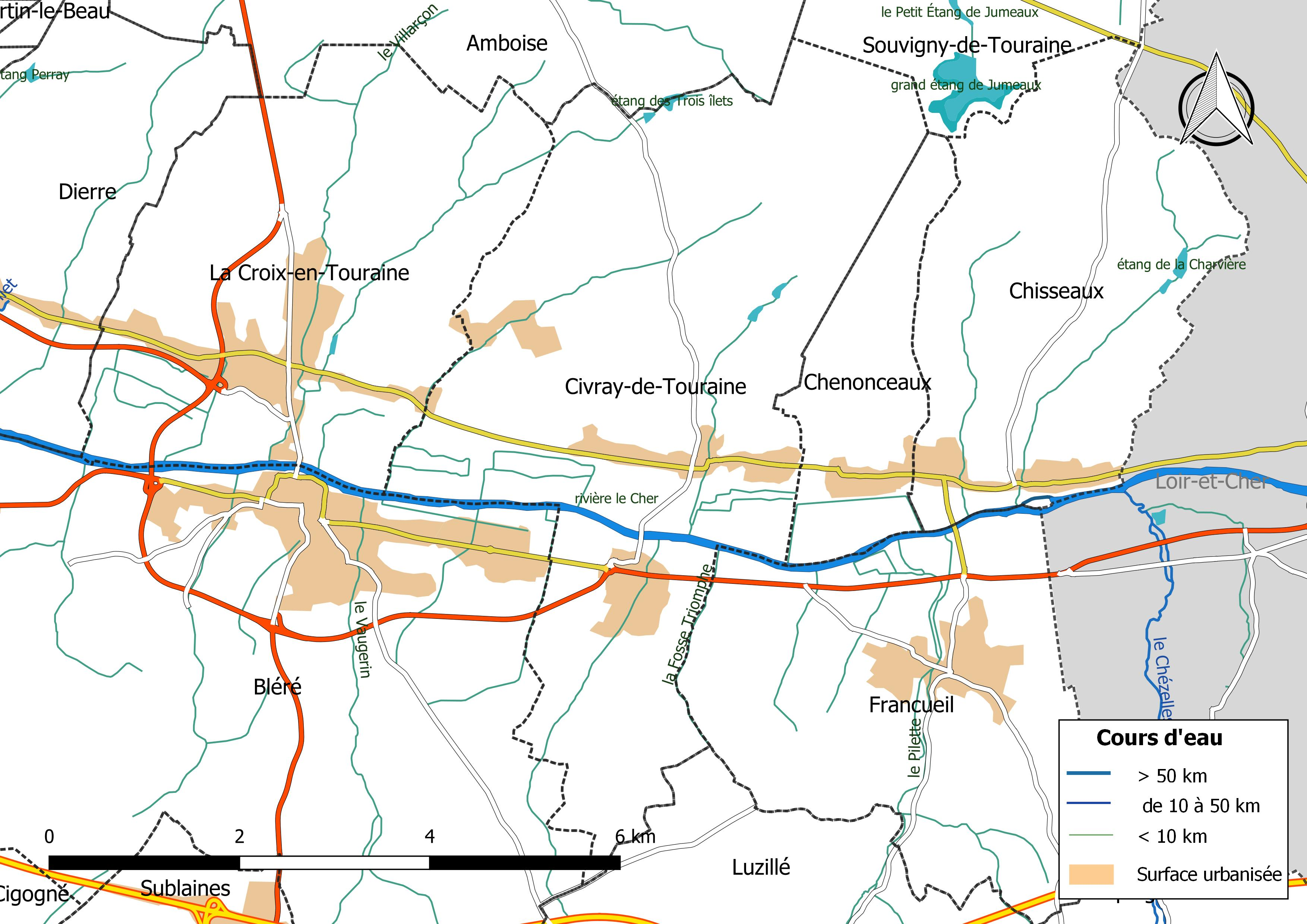
Réseau hydrographique de Civray-de-Touraine.

La commune est traversée d'est en ouest par le Cher (1,756 km). Le réseau hydrographique communal, d'une longueur totale de 23,3 km, comprend également divers petits cours d'eau dont la Fosse Triomphe (0,621 km),.
Le Cher, d'une longueur totale de 365,5 km, prend sa source à 714 mètres d'altitude à Mérinchal, dans la Creuse et se jette dans la Loire à Villandry, à 40 m d'altitude, après avoir traversé 117 communes. Le Cher présente des fluctuations saisonnières de débit assez marquées. Sur le plan de la prévision des crues, la commune est située dans le tronçon du Cher tourangeau, dont la station hydrométrique de référence la plus proche est située à  Tours [Pont Saint Sauveur]. Le débit mensuel moyen (calculé sur 53 ans pour cette station) varie de 25,8 m3/s au mois d'août  à 192 m3/s au mois de février. Le débit instantané maximal observé sur cette station est de 1 000 m3/s le 24 mars 1988, la hauteur maximale relevée a été de 4,96 m le 5 juin 2016,.
Ce cours d'eau est classé dans les listes 1 et 2 au titre de l'article L. 214-17 du code de l'environnement sur le Bassin Loire-Bretagne. Au titre de la liste 1, aucune autorisation ou concession ne peut être accordée pour la construction de nouveaux ouvrages s'ils constituent un obstacle à la continuité écologique et le renouvellement de la concession ou de l'autorisation des ouvrages existants est subordonné à des prescriptions permettant de maintenir le très bon état écologique des eaux. Au titre de la liste 2, tout ouvrage doit être géré, entretenu et équipé selon des règles définies par l'autorité administrative, en concertation avec le propriétaire ou, à défaut, l'exploitant,. 
Sur le plan piscicole, le Cher est classé en deuxième catégorie piscicole. Le groupe biologique dominant est constitué essentiellement de poissons blancs (cyprinidés) et de carnassiers (brochet, sandre et perche).
Deux zones humides ont été répertoriées sur la commune par la direction départementale des territoires (DDT) et le conseil départemental d'Indre-et-Loire : « la prairie de Chenonceaux » et « l'étang de la Quantinerie »,.

### Climat
Pour des articles plus généraux, voir Climat du Centre-Val de Loire et Climat d'Indre-et-Loire.
En 2010, le climat de la commune est de type climat océanique dégradé des plaines du Centre et du Nord, selon une étude du CNRS s'appuyant sur une série de données couvrant la période 1971-2000. En 2020, Météo-France publie une typologie des climats de la France métropolitaine dans laquelle la commune est exposée à un climat océanique altéré et est dans la région climatique Moyenne vallée de la Loire, caractérisée par une bonne insolation (1 850 h/an) et un été peu pluvieux.
Pour la période 1971-2000, la température annuelle moyenne est de 11,5 °C, avec une amplitude thermique annuelle de 14,9 °C. Le cumul annuel moyen de précipitations est de 704 mm, avec 10,5 jours de précipitations en janvier et 6,8 jours en juillet. Pour la période 1991-2020, la température moyenne annuelle observée sur la station météorologique de Météo-France la plus proche, sur la commune de Sublaines à 9 km à vol d'oiseau, est de 12,1 °C et le cumul annuel moyen de précipitations est de 647,3 mm,. Pour l'avenir, les paramètres climatiques de la commune estimés pour 2050 selon différents scénarios d'émission de gaz à effet de serre sont consultables sur un site dédié publié par Météo-France en novembre 2022.

## Urbanisme

### Typologie
Au 1er janvier 2024, Civray-de-Touraine est catégorisée commune rurale à habitat dispersé, selon la nouvelle grille communale de densité à sept niveaux définie par l'Insee en 2022.
Elle appartient à l'unité urbaine de Tours, une agglomération intra-départementale regroupant 38  communes, dont elle est une commune de la banlieue,,. Par ailleurs la commune fait partie de l'aire d'attraction de Tours, dont elle est une commune de la couronne,. Cette aire, qui regroupe 162 communes, est catégorisée dans les aires de 200 000 à moins de 700 000 habitants,.

### Occupation des sols
L'occupation des sols de la commune, telle qu'elle ressort de la base de données européenne d’occupation biophysique des sols Corine Land Cover (CLC), est marquée par l'importance des territoires agricoles (59,7 % en 2018), en diminution par rapport à 1990 (64,2 %). La répartition détaillée en 2018 est la suivante : 
forêts (30,8 %), terres arables (25 %), cultures permanentes (15,4 %), zones agricoles hétérogènes (15,4 %), zones urbanisées (7,7 %), prairies (3,9 %), eaux continentales (1,8 %). L'évolution de l’occupation des sols de la commune et de ses infrastructures peut être observée sur les différentes représentations cartographiques du territoire : la carte de Cassini (XVIIIe siècle), la carte d'état-major (1820-1866) et les cartes ou photos aériennes de l'IGN pour la période actuelle (1950 à aujourd'hui).

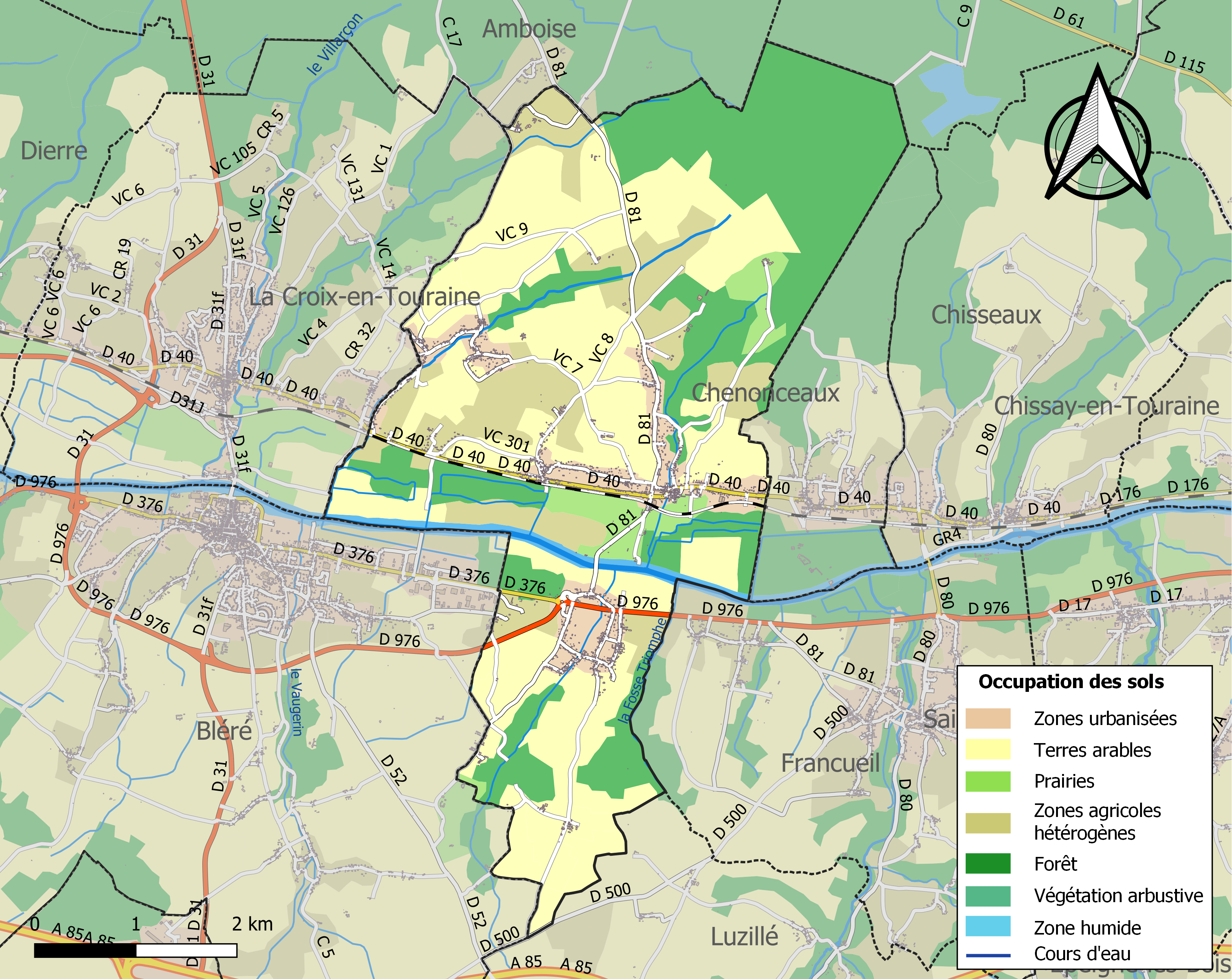
Carte des infrastructures et de l'occupation des sols de la commune en 2018 (CLC).

### Risques majeurs
Le territoire de la commune de Civray-de-Touraine est vulnérable à différents aléas naturels : météorologiques (tempête, orage, neige, grand froid, canicule ou sécheresse), inondations, feux de forêts, mouvements de terrains et séisme (sismicité faible). Un site publié par le BRGM permet d'évaluer simplement et rapidement les risques d'un bien localisé soit par son adresse soit par le numéro de sa parcelle.
Certaines parties du territoire communal sont susceptibles d’être affectées par le risque d’inondation par débordement de cours d'eau, notamment le Cher. La commune a été reconnue en état de catastrophe naturelle au titre des dommages causés par les inondations et coulées de boue survenues en 1982, 1999, 2001, 2002, 2016 et 2018,.
Pour anticiper une remontée des risques de feux de forêt et de végétation vers le nord de la France en lien avec le dérèglement climatique, les services de l’État en région Centre-Val de Loire (DREAL, DRAAF, DDT) avec les SDIS ont réalisé en 2021 un atlas régional du risque de feux de forêt, permettant d’améliorer la connaissance sur les massifs les plus exposés. La commune, étant pour partie dans le massif d'Amboise, est classée au niveau de risque 3, sur une échelle qui en comporte quatre (1 étant le niveau maximal).

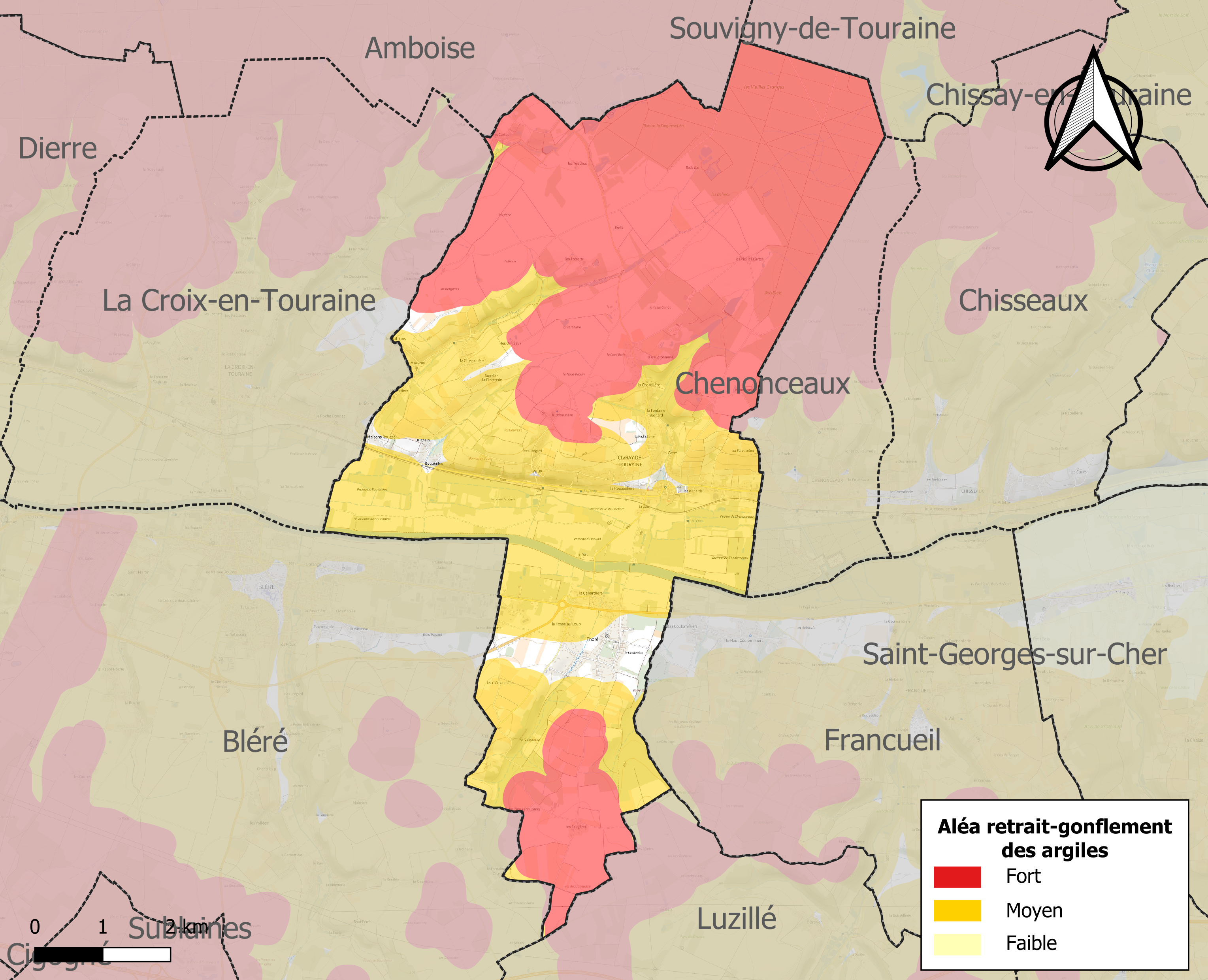
Carte des zones d'aléa retrait-gonflement des sols argileux de Civray-de-Touraine.

La commune est vulnérable au risque de mouvements de terrains constitué principalement du retrait-gonflement des sols argileux. Cet aléa est susceptible d'engendrer des dommages importants aux bâtiments en cas d’alternance de périodes de sécheresse et de pluie. 94,9 % de la superficie communale est en aléa moyen ou fort (90,2 % au niveau départemental et 48,5 % au niveau national). Sur les 862 bâtiments dénombrés sur la commune en 2019, 666 sont en aléa moyen ou fort, soit 77 %, à comparer aux 91 % au niveau départemental et 54 % au niveau national. Une cartographie de l'exposition du territoire national au retrait gonflement des sols argileux est disponible sur le site du BRGM,.
Concernant les mouvements de terrains, la commune a été reconnue en état de catastrophe naturelle au titre des dommages causés par la sécheresse en 1996 et par des mouvements de terrain en 1999, 2001 et 2012.

## Histoire
Le 23 décembre 1954, Civray sur Cher est devenu Civray de Touraine.

## Population et société

### Démographie

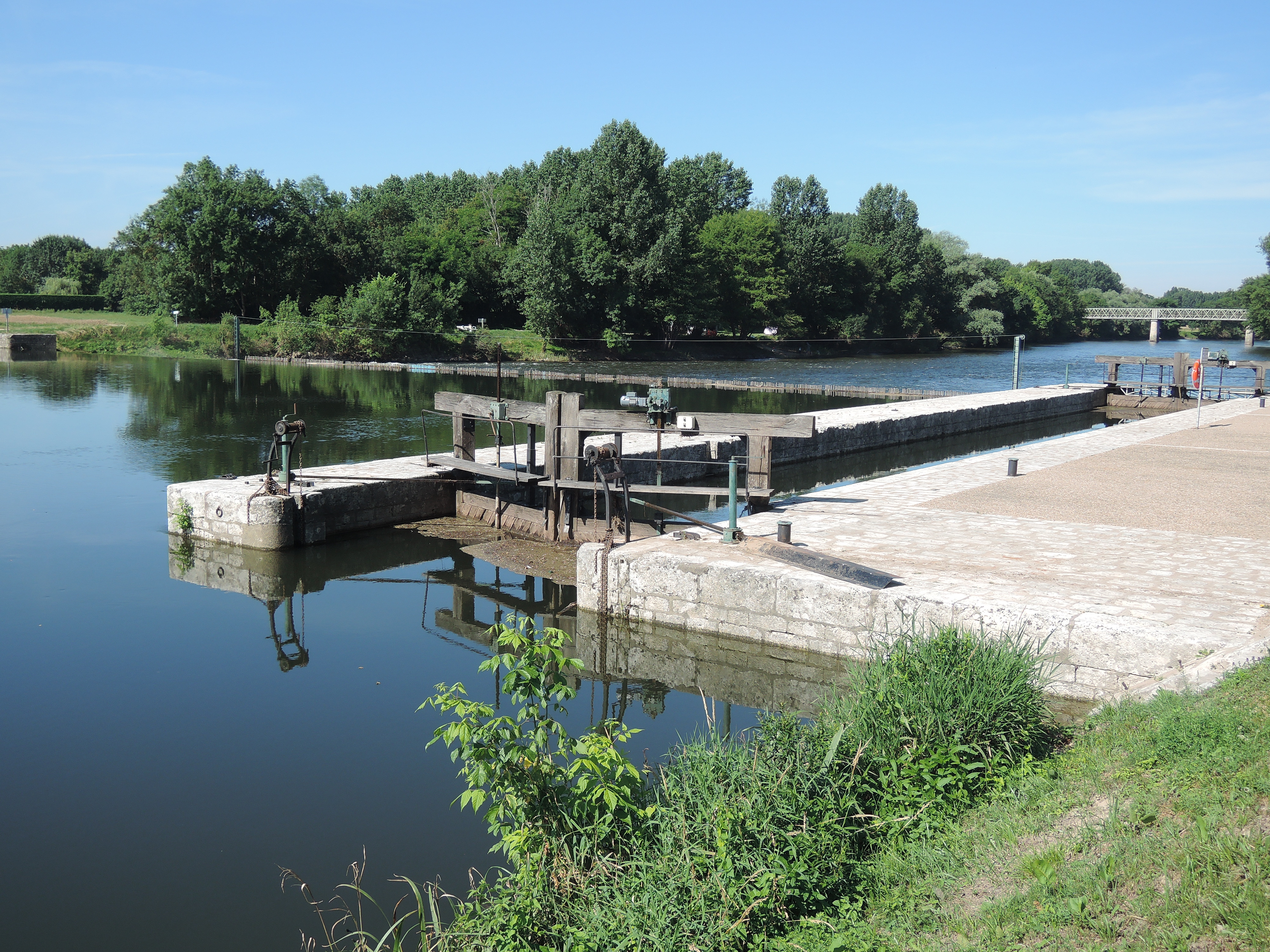
Écluse, barrage et pont de Civray de Touraine

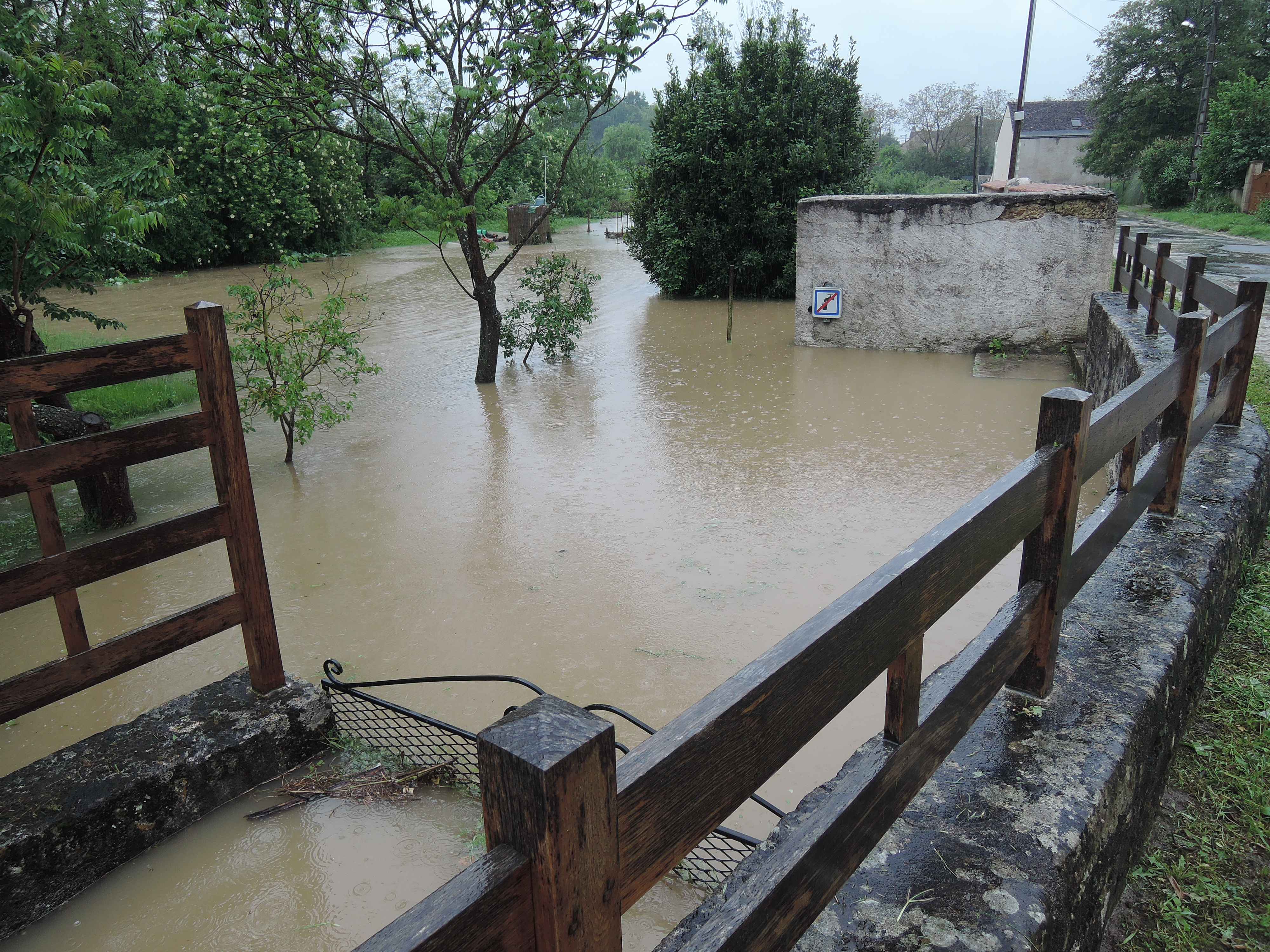
Lavoir du village de la vallée de Mesvres inondé, le 31 mai 2016

L'évolution du nombre d'habitants est connue à travers les recensements de la population effectués dans la commune depuis 1793. Pour les communes de moins de 10 000 habitants, une enquête de recensement portant sur toute la population est réalisée tous les cinq ans, les populations de référence des années intermédiaires étant quant à elles estimées par interpolation ou extrapolation. Pour la commune, le premier recensement exhaustif entrant dans le cadre du nouveau dispositif a été réalisé en 2005.

En 2022, la commune comptait 1 828 habitants, en évolution de −0,76 % par rapport à 2016 (Indre-et-Loire : +1,67 %, France hors Mayotte : +2,11 %).
| 1793 | 1800 | 1806 | 1821 | 1831  | 1836  | 1841  | 1846  | 1851  |
| ---- | ---- | ---- | ---- | ----- | ----- | ----- | ----- | ----- |
| 864  | 898  | 944  | 972  | 1 029 | 1 045 | 1 083 | 1 087 | 1 116 |

| 1856  | 1861  | 1866  | 1872  | 1876  | 1881  | 1886  | 1891  | 1896  |
| ----- | ----- | ----- | ----- | ----- | ----- | ----- | ----- | ----- |
| 1 152 | 1 186 | 1 149 | 1 133 | 1 160 | 1 185 | 1 197 | 1 124 | 1 017 |

| 1901  | 1906  | 1911 | 1921 | 1926 | 1931 | 1936 | 1946 | 1954 |
| ----- | ----- | ---- | ---- | ---- | ---- | ---- | ---- | ---- |
| 1 020 | 1 003 | 976  | 945  | 900  | 825  | 839  | 841  | 947  |

| 1962 | 1968 | 1975  | 1982  | 1990  | 1999  | 2005  | 2006  | 2010  |
| ---- | ---- | ----- | ----- | ----- | ----- | ----- | ----- | ----- |
| 973  | 918  | 1 037 | 1 158 | 1 377 | 1 523 | 1 686 | 1 713 | 1 815 |

| 2015  | 2020  | 2022  | - | - | - | - | - | - |
| ----- | ----- | ----- | - | - | - | - | - | - |
| 1 845 | 1 782 | 1 828 | - | - | - | - | - | - |

### Enseignement
Civray-de-Touraine se situe dans l'Académie d'Orléans-Tours (Zone B) et dans la circonscription d'Amboise.
L'école primaire Les 2 Rives accueille les élèves de la commune.

## Culture locale et patrimoine

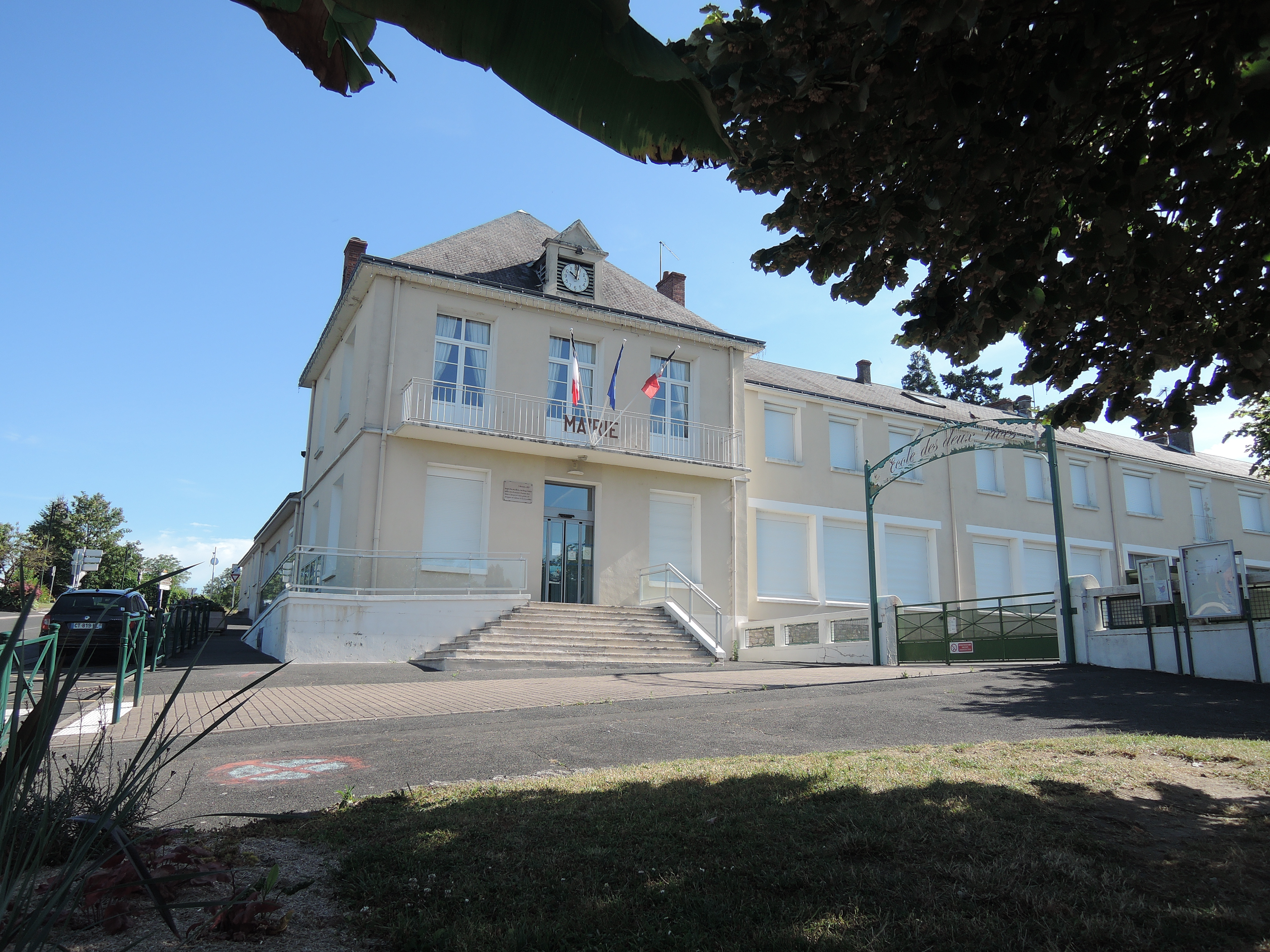
Façade principale (sud) de la mairie

### Lieux et monuments

#### Église Saint Germain (XIIIesiècle)
L'Église paroissiale fut classée monument historique en 1946.
Elle est dédiée à saint Germain. En effet, au VIe siècle, Civray était un domaine appartenant à Germain de Paris, évêque de Paris.
Les parties les plus anciennes de l'édifice ont aujourd'hui près de 900 ans puisqu'elles datent du XIIe siècle : il s'agit de la nef et du transept. Le chœur, à chevet plat et voûte angevine, date du XIIIIe siècle tout comme les trois vitraux retraçant la vie de saint Germain. À l'intérieur, une pierre d'autel armoriée (XVIIe siècle) provient du donjon de Mesvres.
L'église occupe l'emplacement d'un sanctuaire plus ancien : on a retrouvé au XIXe siècle, les vestiges d'un baptistère carolingien (VIIIe siècle) équipé d'une cuve en poterie (un dolium) qui devait être à l'origine (IVe ou Ve siècle) une grande jarre utilisée pour le stockage du grain ; ce dolium est conservé à Tours par la Société archéologique de Touraine. Une partie des vitraux de l'église proviendrait de l'ancien prieuré de Montoussan, aujourd'hui en ruine et situé en forêt d'Amboise sur la commune de Souvigny de Touraine.

#### Donjon de Mesvres (XIIe-XVesiècle)
Classé à l'inventaire des monuments historiques en 1932.
La vallée de Mesvres se situe en limite ouest de la commune, à 3 km du centre-bourg. Il s'agit d'une petite agglomération longiligne qui s'étend sur près de 2 km, le long du ruisseau du même nom, lui-même affluent du Cher. Le château occupe une position centrale dans la vallée.
Les parties les plus anciennes datent des XIIe et XIIIe siècles mais le bâtiment fut en grande partie reconstruit au XVe siècle.
On peut encore voir la massive silhouette du donjon carré, équipé d'une bretèche sur la face sud. Une chapelle (désaffectée) lui est accolée. Des restes de douves et plusieurs souterrains sont également conservés.

#### L'ensemble d'éclusage sur le Cher
Il est composé d'un barrage, d'une écluse et de sa maison-éclusière.
On pouvait en effet remonter le Cher depuis Tours jusqu'à Saint-Aignan (Loir-et-Cher) et parvenir à Vierzon, Bourges et même Nevers par le canal du Berry. Les travaux d'aménagement remontent au XIXe siècle (le canal du Berry fut ouvert en 1828). Le barrage, haut de deux mètres est muni d'aiguilles que l'on retire en période de hautes eaux. La maison-éclusière porte les marques des deux grandes crues de mai et juin 1856.
Pendant la dernière guerre, dans l'est du département et jusqu'à Bléré, la ligne de démarcation suivait le cours du Cher : Civray se trouvait donc coupé en deux entre zone occupée (au nord) et zone non-occupée (au sud) ; les barrage-écluses étaient alors des lieux stratégiques.

#### Autres monuments

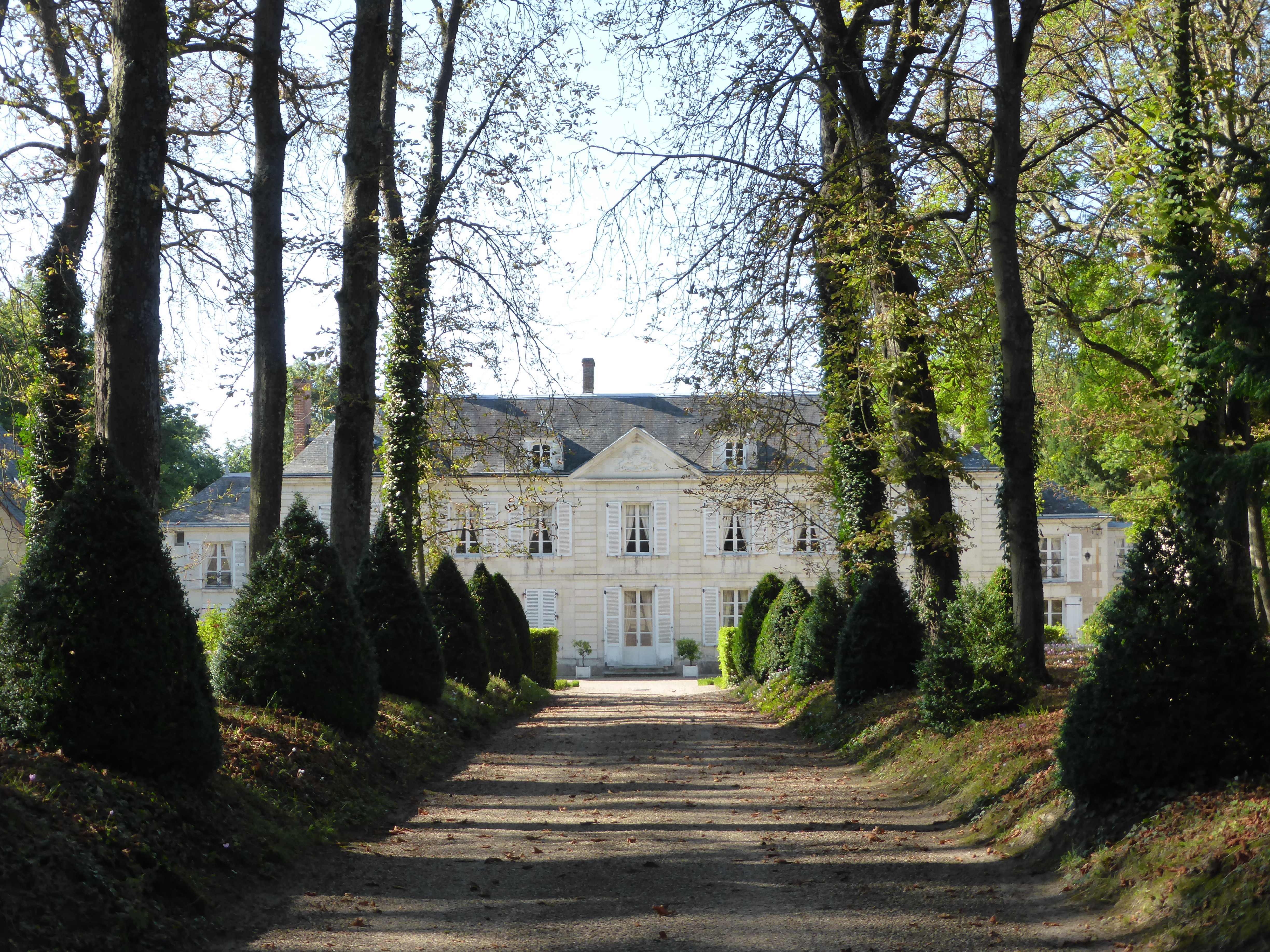
Château de Civray.

- Château de la Grillonnière (XVe-XVIe siècle)
- Logis de Diane (XVIe siècle)
- Château de Civray-de-Touraine (XVIIIe siècle)
- Manoir de Thoré (XIXe siècle)
- Nombreux puits et lavoirs et quelques loges de vignes.

### Personnalités liées à la commune
- Alexis-Jacques-Louis-Marie Lhomme de La Pinsonnière (1788-1869), homme politique né à Civray-de-Touraine,  député d'Indre-et-Loire.

### Blasonnement
|  | Les armoiries de Civray-de-Touraine se blasonnent ainsi : D'azur à un pont voûté d'une arche en ogive d'or, maçonné de sable, accompagné de trois tours d'argent aussi maçonnées de sable et ouvertes du champ, et surmonté d'une grappe de raisin tigée au naturel |